# Österreichischer Frauen-Fußballcup 2012/13
Der Österreichische Frauen-Fußballcup wurde in der Saison 2012/13 zum 39. Mal ausgespielt. Als ÖFB-Ladies-Cup wurde er vom Österreichischen Fußballbund zum 21. Mal durchgeführt und er begann am 24. August 2012 mit der ersten Runde und endete am 8. Juni 2013 mit dem Finale am Wiener FavAC-Platz. Den Pokal gewann erstmals der ASV Spratzern im Finale gegen den Vorjahressieger und Seriencupsieger SV Neulengbach.

## Teilnehmende Mannschaften
Für den österreichischen Frauen-Fußballcup haben sich anhand der Teilnahme der Ligen der Saison 2012/13 folgende 32 Mannschaften, die nach der Saisonplatzierung der ÖFB-Frauenliga 2011/12 und der 2. Liga Mitte/West 2011/12 und der 2. Liga Ost/Süd 2011/12 geordnet sind, qualifiziert. Teams, die als durchgestrichen gekennzeichnet sind, nahmen am Wettbewerb aus diversen Gründen nicht am Wettbewerb teil oder sind zweite Mannschaften und spielten daher nicht um den Pokal mit. Weiters konnten noch der Landescupsieger, der Landesmeister oder auch Vertreter der Saison 2011/12 teilnehmen.
| ÖFB-Frauenliga (10) | 2. Frauenliga Mitte/West (4) | 2. Frauenliga Ost/Süd (7) |
| --- | --- | --- |
| - SV Neulengbach (NÖ) (C) - ASV Spratzern (NÖ) - FC Wacker Innsbruck (T) - FC Südburgenland (B) - LUV Graz (ST) - USC Landhaus (W) - FC St. Veit/Glan (K) - Union Kleinmünchen (OÖ) - SG FC Bergheim/USK Hof (OÖ) - SKV Altenmarkt (NÖ) (RG) | - FC Wacker Innsbruck II (T) - Heeres SV Wals (S) (RV) - SV Garsten (OÖ) (LC) - SV Taufkirchen/Pram (OÖ) - ASKÖ Dionysen/Traun (OÖ) - Union Geretsberg (OÖ) (??) - SPG FC Lustenau/SC Austria Lustenau (V) - FC Wels Ladies (OÖ) - LASK Ladies (OÖ) (A) - RW Rankweil (V) (LC) (LM) (N) - Sportunion Wolfern (OÖ) (LM) (RG) | - SV Neulengbach II (NÖ) - SC/ESV Parndorf (B) - SG SK Sturm Graz Damen/FC Stattegg (ST) - 1. DFC Leoben/GAK (ST) - FSG SC Wiener Neustadt/SV Gloggnitz (NÖ) - USC Landhaus II (W) - ASK Erlaa (W) - SV Horn (NÖ) - ASV Hornstein (B) - FC Südburgenland II (B) - ASK Baumgarten (B) - ASV Spratzern II (B) (RG) |
| Landescupsieger, Meister oder Meistervertreter aus der Landesliga (11) | | |
| - FC Mönchhof (B) (LM) (RV) - FC Feldkirchen/Krumpendorfer SK (K) (LM) (RV) - SVG Bleiburg (K) (L2) - SV Ladies Furth (NÖ) (L3) - ATSV Hollabrunn (NÖ) (L5) | - SV Garsten (OÖ) (LC) - Sportunion Wolfern (OÖ) (LM), siehe 2. Liga Mitte/West - SV Haiming (T) (LM) - USK Hof II (S) (LM) - FC Bergheim II (S) (L2) - USV Köstendorf (S) (L3) - SC St. Ruprecht/Raab (ST (LM)) (RV) - SC St. Margarethen/Raab (ST) (L2)                                                                   | - RW Rankweil (V) (LC) (LM), siehe 2. Liga Mitte/West - Wiener Sportklub (W) (LC) - FC Altera Porta (W) (L2) (RV) - ESV Bludenz (V) |
| Erläuterungen Länderkürzel: (B): Burgenland, (K): Kärnten, (NÖ): Niederösterreich, (OÖ): Oberösterreich, (S): Salzburg, (ST): Steiermark, (T): Tirol, (V): Vorarlberg, (W): Wien; Vereins-Landes-Bewerbserfolg: (LC): Landescupsieger, (LCF): Landescupfinalist, (LM): Landesmeister, (Lx): x. Platz der Landesliga, (LN): Landesliga-Aufsteiger, (..-x): x Landesliga siehe Länderkürzel | | |

| (C) | amtierender Cupsieger 2011/12    |
| (A) | Absteiger der Saison 2012/13     |
| (N) | Neuaufsteiger der Saison 2012/13 |

## Turnierverlauf

### 1. Cuprunde
| Datum                   |                                     | Ergebnis             |                        |
| ----------------------- | ----------------------------------- | -------------------- | ---------------------- |
| 24.08.2012 um 20:00 Uhr | ATSV Hollabrunn                     | 0:5 (0:2)            | FC Südburgenland       |
| 25.08.2012 um 13:00 Uhr | SV Horn                             | 0:5 (0:2)            | Union Kleinmünchen     |
| 25.08.2012 um 14:00 Uhr | Wiener Sportklub                    | 0:3 (0:3)            | SKV Altenmarkt         |
| 25.08.2012 um 16:00 Uhr | ASK Erlaa                           | 0:9 (0:4)            | ASV Spratzern          |
| 25.08.2012 um 16:00 Uhr | SV Haiming                          | 2:5 (1:1)            | Heeres SV Wals         |
| 25.08.2012 um 17:00 Uhr | SG SK Sturm Graz Damen/FC Stattegg  | 3:2 n. V. (2:2, 1:1) | 1. DFC Leoben          |
| 26.08.2012 um 14:00 Uhr | USV Köstendorf                      | 1:2 (0:0)            | ESV Bludenz            |
| 26.08.2012 um 14:00 Uhr | SPG FC Lustenau/SC Austria Lustenau | 1:9 (0:4)            | FC Wacker Innsbruck    |
| 26.08.2012 um 14:00 Uhr | RW Rankweil                         | 1:2 (0:2)            | SG FC Bergheim/USK Hof |
| 26.08.2012 um 14:00 Uhr | ASV Hornstein                       | 0:3 (0:2)            | ASKÖ Dionysen/Traun    |
| 26.08.2012 um 15:00 Uhr | SC St. Margarethen/Raab             | 6:1 (1:1)            | SVG Bleiburg           |
| 26.08.2012 um 15:00 Uhr | SC St. Ruprecht/Raab                | 0:4 (0:1)            | LUV Graz               |
| 26.08.2012 um 16:00 Uhr | SC/ESV Parndorf                     | 5:0 (2:0)            | SV Ladies Furth        |
| 26.08.2012 um 16:00 Uhr | FSG SC Wiener Neustadt/SV Gloggnitz | 0:8 (0:4)            | SV Neulengbach         |
| 26.08.2012 um 16:00 Uhr | Altera Porta                        | 0:6 (0:2)            | USC Landhaus           |
| 26.08.2012 um 17:00 Uhr | FC Feldkirchen/Krumpendorfer SK     | 2:4 (2:0)            | FC St. Veit/Glan       |

### 2. Cuprunde
| Datum                   |                                    | Ergebnis             |                        |
| ----------------------- | ---------------------------------- | -------------------- | ---------------------- |
| 29.09.2012 um 16:00 Uhr | SV Neulengbach                     | 8:1 (2:1)            | FC Südburgenland       |
| 30.09.2012 um 13:00 Uhr | SC/ESV Parndorf                    | 2:3 n. V. (2:2, 1:2) | Union Kleinmünchen     |
| 30.09.2012 um 13:00 Uhr | ASKÖ Dionysen/Traun                | 1:4 (0:1)            | ASV Spratzern          |
| 30.09.2012 um 14:00 Uhr | Heeres SV Wals                     | 0:8 (0:5)            | FC Wacker Innsbruck    |
| 30.09.2012 um 14:00 Uhr | ESV Bludenz                        | 1:5 (1:0)            | SG FC Bergheim/USK Hof |
| 30.09.2012 um 15:00 Uhr | SC St. Margarethen/Raab            | 2:3 (0:1)            | FC St. Veit/Glan       |
| 30.09.2012 um 15:00 Uhr | SKV Altenmarkt                     | 2:0 (1:0)            | USC Landhaus           |
| 30.09.2012 um 16:00 Uhr | SG SK Sturm Graz Damen/FC Stattegg | 3:5 (3:3)            | LUV Graz               |

### Viertelfinale
| Datum                   |                    | Ergebnis  |                        |
| ----------------------- | ------------------ | --------- | ---------------------- |
| 24.04.2013 um 19:30 Uhr | SKV Altenmarkt     | 2:6 (0:2) | SV Neulengbach         |
| 01.05.2013 um 14:00 Uhr | Union Kleinmünchen | 0:4 (0:1) | FC Wacker Innsbruck    |
| 01.05.2013 um 14:30 Uhr | ASV Spratzern      | 8:0 (5:0) | SG FC Bergheim/USK Hof |
| 01.05.2013 um 15:00 Uhr | LUV Graz           | 1:0 (0:0) | FC St. Veit/Glan       |

### Halbfinale
| Datum                   |                | Ergebnis  |                     |
| ----------------------- | -------------- | --------- | ------------------- |
| 09.05.2013 um 15:00 Uhr | SV Neulengbach | 3:0 (0:0) | FC Wacker Innsbruck |
| 09.05.2013 um 15:30 Uhr | ASV Spratzern  | 8:1 (5:1) | LUV Graz            |

### Finale
Das Finale wurde am FavAC-Platz in Wien vor 600 Zuschauern ausgetragen.
| 08.06.2013 um 17:00 Uhr | ASV Spratzern | 3:3 n. V. (3:3, 2:0) (4:3 i. E.) | SV Neulengbach |
|                         | Tore: 0:1 Julia Tabotta (31.), 0:2 Darlene de Souza Reguera (42.), 0:3 Darlene de Souza Reguera (53.), 1:3 Alexandra Bíróová (88.), 2:3 Nina Burger (90.), 3:3 Alexandra Biroova (90.+2') Elfmeter: 0:1 Veronika Klechová, 1:1 Lisa Marie Makas, 1:1 Nina Burger, 2:1 Julia Tabotta, 2:2 Romina Bell, 3:2 Isabella Grössinger, 3:3 Claudia Wasser, 3:3 Annelie Leitner, 3:3 Natascha Celouch, 4:3 Monika Matysová |                                  |                |

## Torschützenliste
In der Torschützenliste des ÖFB Ladies-Cup belegte Nina Burger vom SV Neulengbach den ersten Platz.
| Pl. | Nat.       | Spieler                  | Verein         | Tore |
| --- | ---------- | ------------------------ | -------------- | ---- |
| 01. | Osterreich | Nina Burger              | SV Neulengbach | 7    |
| 02. | Osterreich | Kathrin Entner           | SV Neulengbach | 5    |
| 02. | Osterreich | Maria Gstöttner          | SV Neulengbach | 5    |
| 02. | Osterreich | Lisa Marie Makas         | ASV Spratzern  | 5    |
| 02. | Brasilien  | Darlene de Souza Reguera | ASV Spratzern  | 5    |